# Маргарита I (штатгальтер Нідерландів)
Маргарита Австрійська (нім. Margarete von Österreich; 10 січня 1480, Брюссель — 1 грудня 1530, Мехелен) — намісниця Нідерландів, дочка імператора Максиміліана I і Марії Бургундської; виховувалася при французькому дворі, як майбутня дружина короля Карла VIII.

## Ранні роки

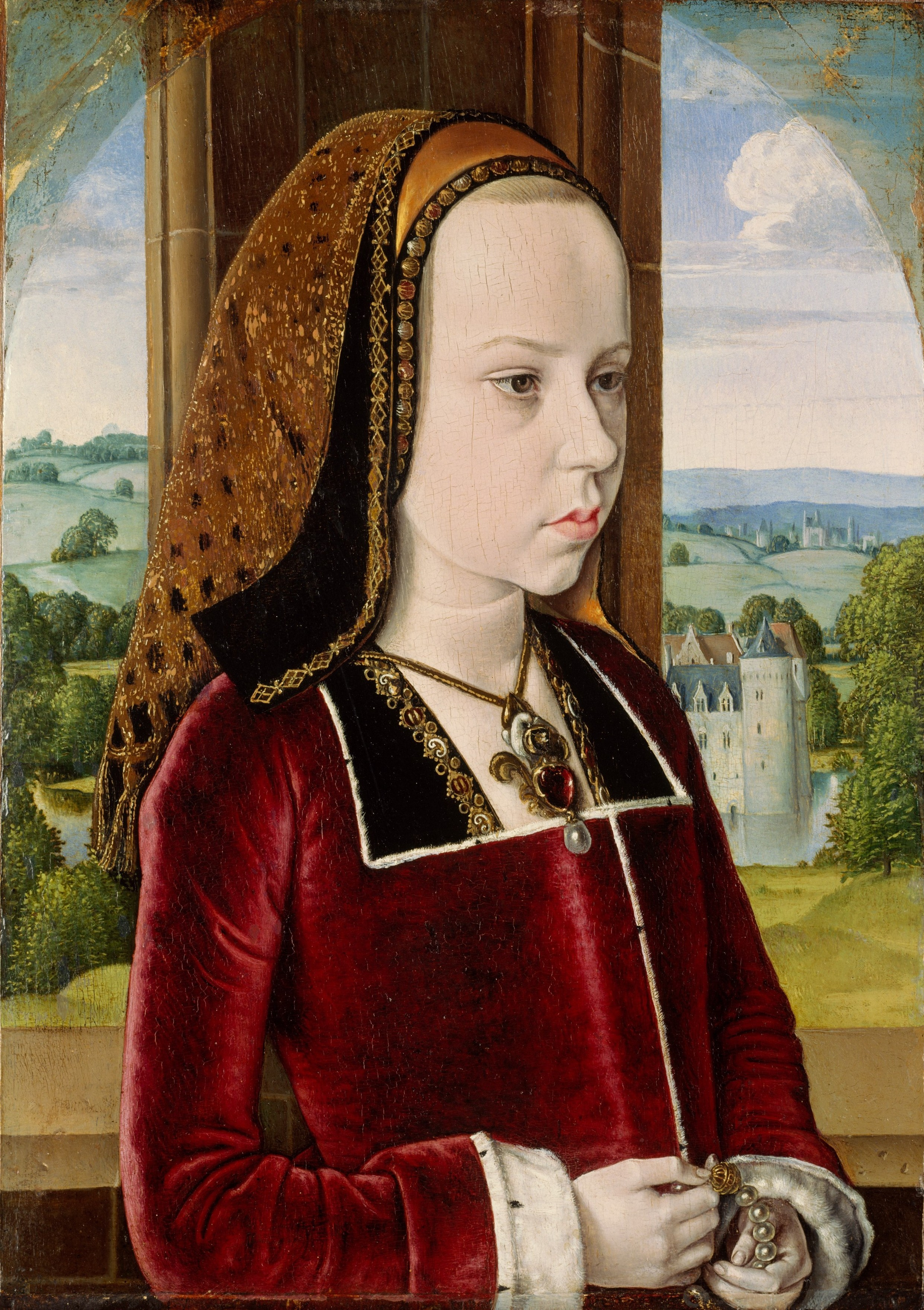
Портрет Маргарити Жан Гей, близько 1490 року (у віці десяти років)

Маргарита народилася 10 січня 1480 як друга дитина і єдина дочка Максиміліана Австрійського і Марії Бургундської. Названа на честь її родички Маргарити з Йорка, вдови, герцогині Бургундської, яка була особливо прихильна до герцогині Марії. У 1482 році мати Маргарити померла, а батько став регентом сина Філіпа, майбутнього короля Кастилії.

## Заручини
Ще коли жива була мати Маргарити Марія Бургундська, Людовик XI дуже хотів одружити з Маргаритою дофіна, свого спадкоємця — багатий бургундський посаг, який мала Маргарита, не давав Франції спокою. Марія і Максиміліан були непохитні — з французьким принцом Маргарита не одружиться. Але після смерті матері захистити дівчинку було нікому. Профранцузькі настрої, які Людовик постійно підтримував, привели до того, що трирічну Маргариту, попри те, що батько був проти, відправили до Франції. Там вона мала зростати і виховуватися як наречена спадкоємця французької корони.
В Амбуазі Маргарита «прийшлася до двору» в прямому розумінні, придворні змушені були її прийняти як майбутню королеву. Свою прихильність до Маргарити виявила Анна де Боже, старша дочка Людовика, що і визначило подальшу долю Маргарити. Анна стала опікувати її, стежачи, щоб дівчинка отримала гідне, істинно королівське виховання, що дуже знадобиться їй у житті.

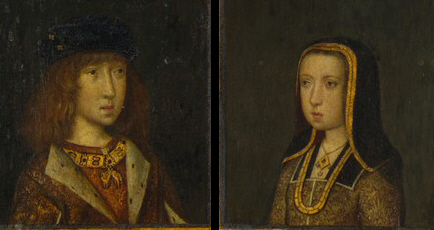
Філіп Красивий і Маргарита Арагонська

Незабаром відбулася формальна церемонія, адже і наречений, і наречена були дітьми. Перш ніж стати королевою Франції, Маргариті належало підрости і багато чому навчитися. Спочатку вона вивчала мови, насамперед французьку, потім музику, з якої Маргарита отримала дуже серйозну підготовку, та дипломатію. Це зробило її освіченішою за власного брата. Йшли роки, доля Маргарити була визначена. Проте, її батько, Максиміліан, який був вдівцем уже 10 років, але мав тільки понад 30 років, вирішує одружитись. Його вибір впав на Анну, дочку герцога Бретані Франциска II, яка була єдиною спадкоємицею багатих земель, до того ж красивою й освіченою. Ця партія була вигідна їм обом, тому відбувся черговий шлюб за дорученням, що передувало особистій зустрічі Анни з Максиміліаном. Таким чином, вони формально стали подружжям.
Та у справу втручається колишній французький дофін, а після смерті свого батька, король Франції Карл VIII. Шлюб з Анною Бретонською здався йому вигіднішим, ніж з Маргаритою Австрійською. Він не зважав на те, що сам уже одружений, щоправда, поки що не вступив з одинадцятирічною дружиною у близькі стосунки, ні на те, що Анна теж одружена. Найбільше його приваблювала Бретань, якою він не міг поступитися Габсбургу. Карл VIII направився в Бретань, взяв штурмом місто Ренн, де перебувала Анна Бретонська і повінчався з нею, попередньо навіть не розлучаючись із Маргаритою Австрійською. «Бретонське викрадення нареченої» викликало загальне обурення, але Максиміліан змирився з цією ситуацією, тому що розпочати дорогу війну не мав змоги. Незабаром він відновив пошуки нареченої і одружився з Б'янкою Марією Сфорца, її багате придане було компенсацією втрати герцогства Бретонського.
Покинутою була і Маргарита, яку, попри одруження Карла, ще довго не відпускали з Франції: її приданим була Бургундія, що було не гірше за Бретань. Згодом Максиміліан змушує французів повернути йому дочку та землі. Тринадцятирічна Маргарита в 1493 році повернулась додому, в Нідерланди.

## Другий шлюб

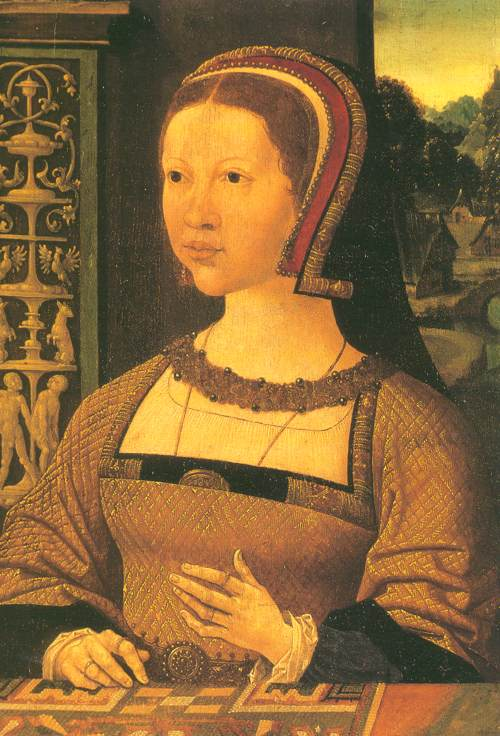
Маргарита Австрійська

Дочка Максиміліана — на той час уже не короля, а імператора — не могла і не повинна була залишатися неодруженою, тому він терміново починає підшукувати для неї чоловіка, розраховуючи, що шлюб цей принесе користь йому самому. Ізабелла Кастильська і Фернандо II Арагонський, знамениті «католицькі королі», король і королева Іспанії, пропонують Максиміліану подвійний шлюб своїх і його дітей: Маргарити і її брата Філіпа з одного боку та Хуани і Хуана Кастильських — з іншого, на що Максиміліан дав свою згоду. Відбулося подвійне вінчання за дорученням і пройшов обмін принцесами.
Юна Хуана прибуває на кораблі до Нідерландів і цей же корабель відвіз Маргариту в Іспанію.
По дорозі корабель потрапляє в бурю, але Маргарита, замість того, щоб впасти в паніку, пише вірші і вкладає їх в браслет — з тим, щоб її тіло могли впізнати, якщо вона втопиться. Зміст віршів був в тому, що вона мала двох чоловіків, але  ніколи не була на подружньому ложі.
В Іспанії Маргариту чекав привітний прийом. Розумна, приваблива, освічена дівчина викликала симпатію свекрів та нареченого. Але через 6 місяців її чоловік Хуан, спадкоємець іспанської корони, хворобливий з дитинства, помер. Маргарита в момент смерті чоловіка була на 6-му місяці вагітності. Дитина, донька, згодом народилася мертвою. Таким чином, права інфанта Хуана на успадкування престолу перейшли до сестри, майбутньої Хуани Божевільної. Маргариту нічого не тримало в Іспанії і вона повертається до Нідерландів.

## Третій шлюб та вдівство

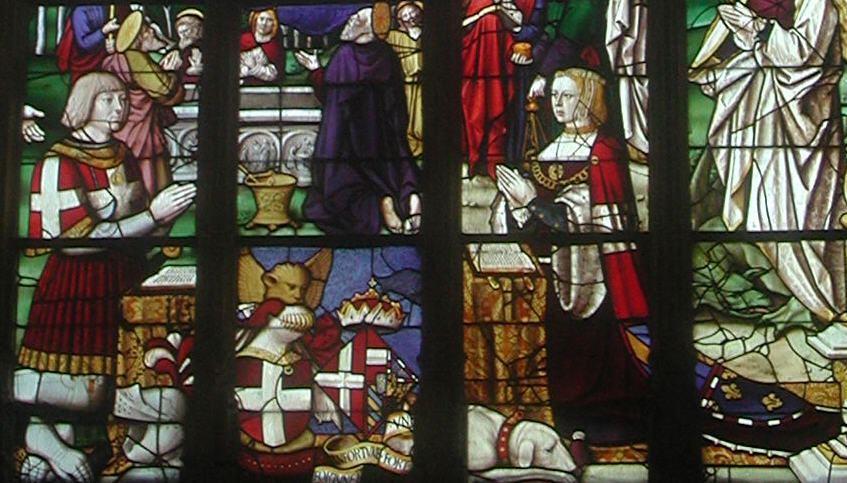
Філіберт і Маргарита Австрійська (середньовічний вітраж)

У 1501 році стала дружиною Філіберта II, герцога Савойського на прізвисько «Красивий». З ним вона була знайома давно, ще з часів життя при французькому дворі. Цей шлюб виявився дуже щасливим. До того ж Філіберт любив жити весело, проводячи час у суцільних розвагах — бенкетах, балах, змаганнях, полюваннях. І хоча Маргарита, на відміну від чоловіка, займалася державними справами, вона знаходила час і для розваг. Філіберт помер через три роки. За деякими відомостями, внаслідок нещасного випадку під час полювання. Двадцятичотирирічна Маргарита Австрійська знову стала вдовою. В той час Маргарита була вагітна і до кінця року народила доньку Маргарет, яка прожила не більше тижня.

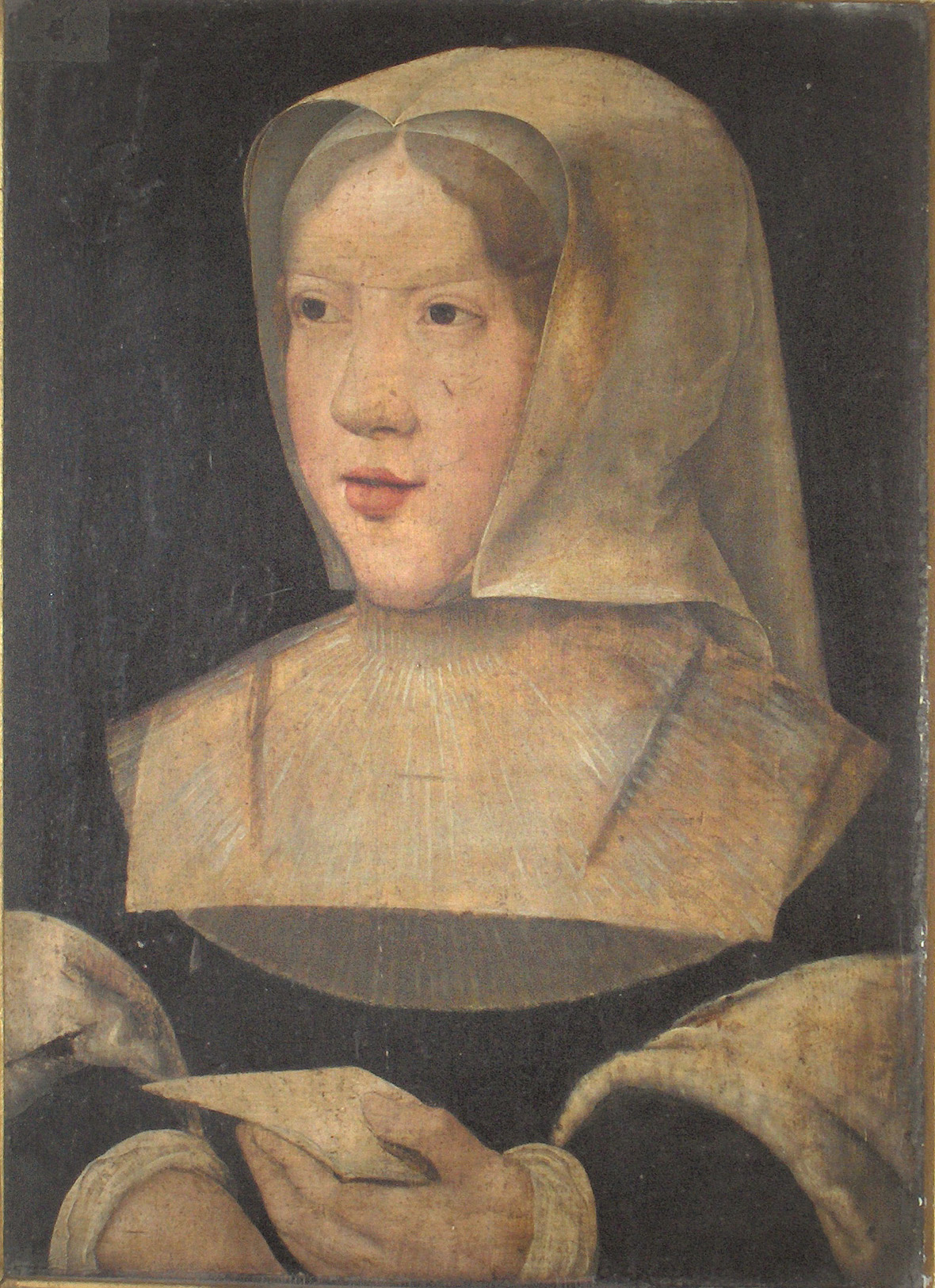
Маргарита Австрійська-вдова

Маргарита більше не одружувалась, незважаючи на свою тодішню молодість і привабливість. Але неодноразово отримувала пропозиції руки і серця, своєю дружиною її навіть хотів зробити англійський король Генріх VII Тюдор, який овдовів майже одночасно з Маргаритою. Незважаючи на думку, Максиміліана, який вважав, що Генріх — вигідна партія для дочки, Маргарита не могла забути Філіберта. Відтепер майже на всіх своїх портретах вона зображується в білому покривалі вдови.
Після смерті брата Філіпа Красивого, його дружину Хуану оголосили божевільною і замкнули в замку Тордесільяс, з нею залишилася тільки наймолодша дочка, Катерина. Син Фердинанд виховувався в Іспанії. А чотирьох дітей, які залишилися в Нідерландах: Елеонору, Ізабеллу, Марію і Карла (який у майбутньому успадкує імперію Максиміліана, свого діда) відтепер виховувала Маргарита. Оскільки власних дітей Маргарита не мала, вона передала материнську любов своїм племінникам, які відповідали їй взаємністю.

## Перше і друге штатгальтерство

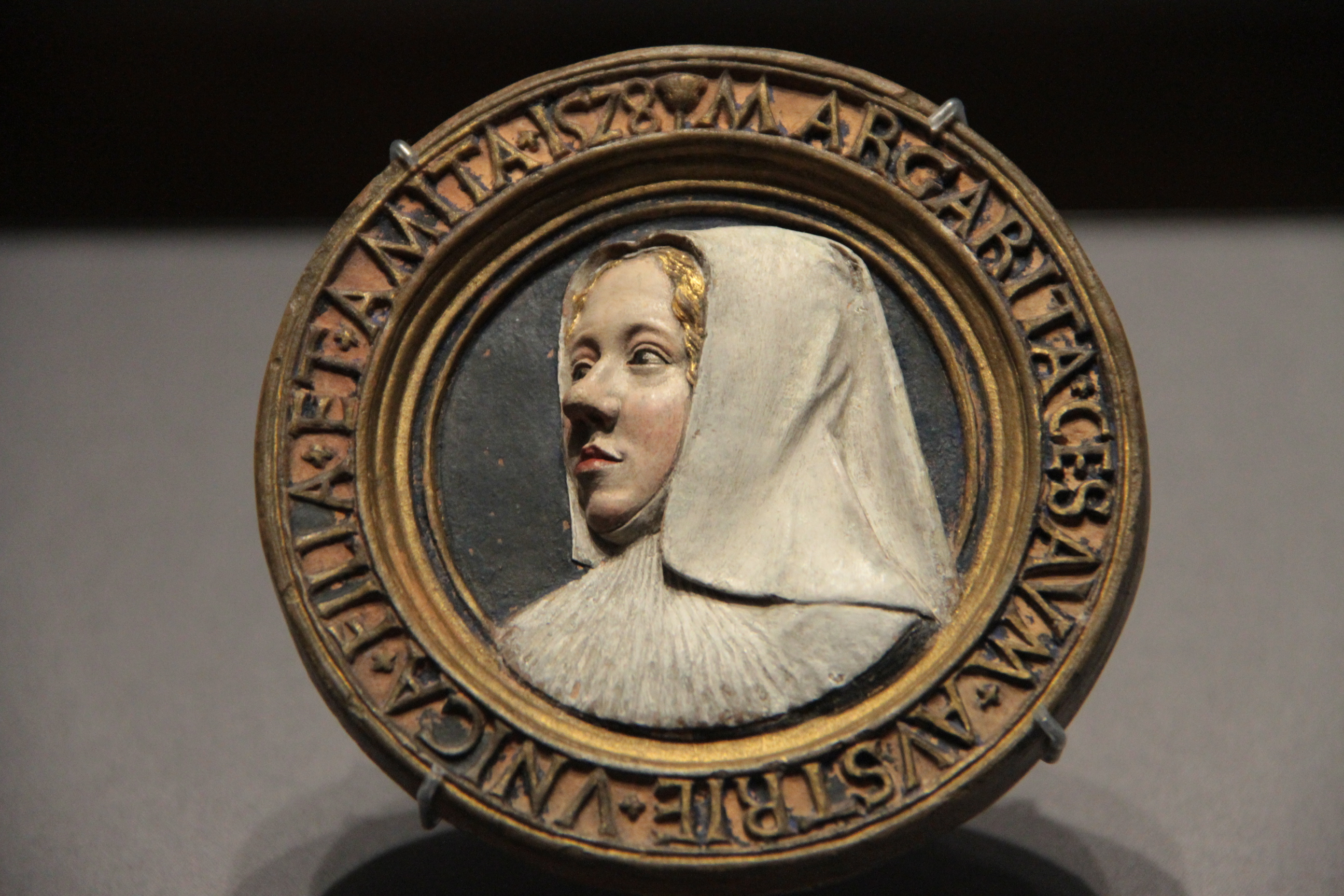
Конрат Майт. Глиняний медальйон «Ерцгерцогиня Маргарита, регентша Нідерландів», 1528. Музей історії мистецтв, Відень

Максиміліан призначив Маргариту своєю намісницею в Нідерландах. У 1507—1515 роках, поки ріс її племінник Карл, майбутній імператор Карл V, вона успішно керувала країною, відстоюючи її інтереси. Маргарита виступала як посередник між своїм батьком і його підданими в Нідерландах, сприяла розвитку торгівлі з Англією, та відіграла роль у формуванні Камбрейської ліги (1508). У 1515 році Генеральні Штати, які були налаштовані профранцузьки, вирішили передати владу в руки Карла, який підріс. Після свого повноліття Карл став чинити опір впливу Маргарити, але незабаром зрозумів, що тітка Маргарита є одним з його наймудріших радників і, коли через 4 роки поїхав в Іспанію, щоб вимагати іспанську частину свого спадку, він знову передав країну в руки тітки. На цій посаді вона залишалася до самої своєї смерті (1519—1530).

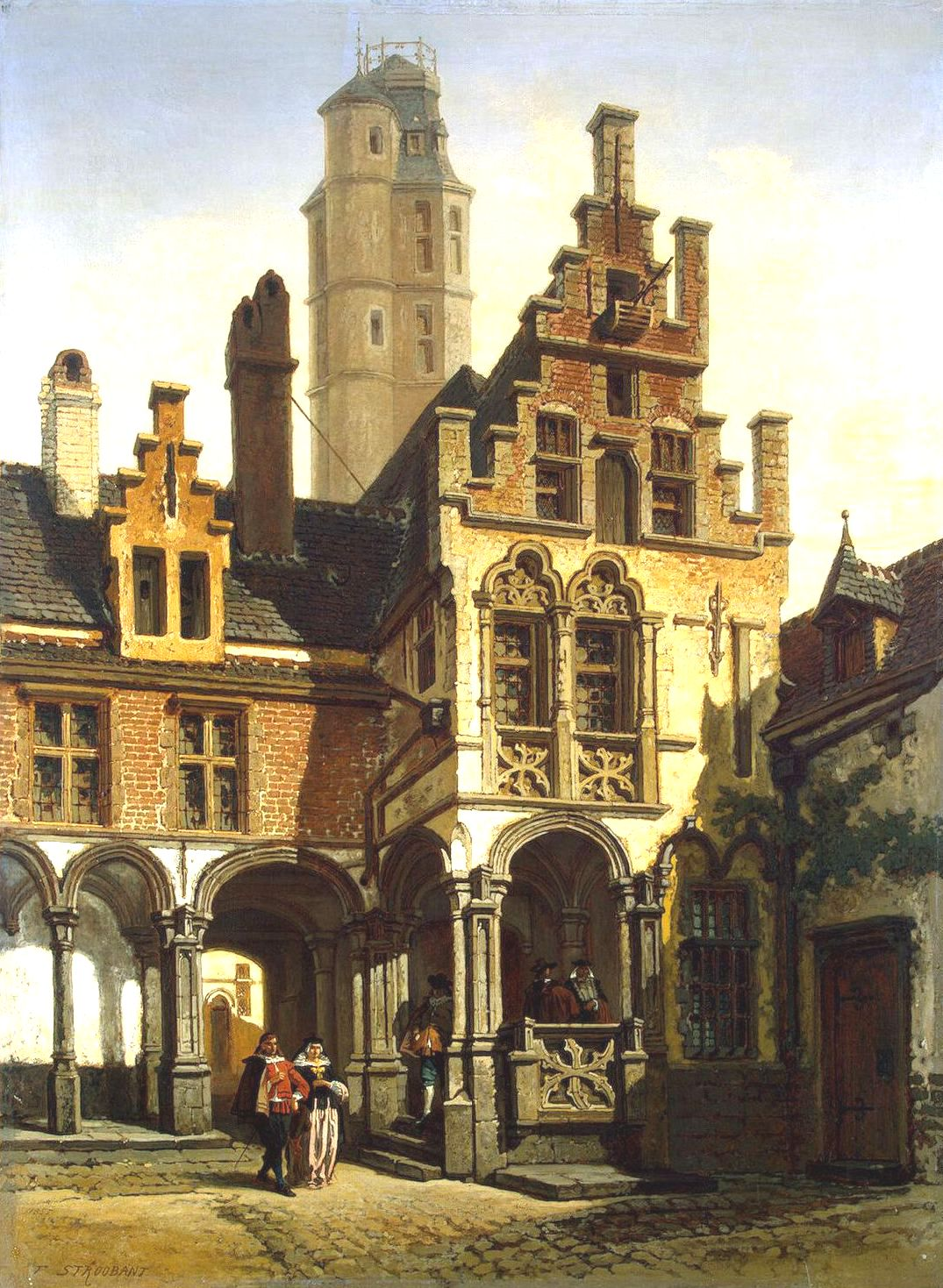
Двір палацу Маргарити Австрійської в Мехелені François Stroobant (1819—1916).(1855, Ермітаж, С.-Петербург)

Маргарита була дуже мудрим і обережним правителем, саме таким, який був потрібний Нідерландам в той час. Щоб керувати ними, потрібен був талант політика і Маргарита його мала. Коли після смерті Максиміліана суперником Карла за імператорський престол став французький король Франциск I, Маргарита не пошкодувала ні грошей, ні зусиль, щоб імператором став її племінник.
У 1529 році, спільно з Луїзою Савойською, вона сприяла укладення Камбрейському миру. Навіть після поразки Франциска в черговій війні з Карлом мирні переговори велися не між самими королями, а між дамами — Луїзою Савойською, матір'ю Франциска, і Маргаритою Австрійською, які виховувались при дворі Анни де Боже і мали дружні стосунки. Тому цей мир ще називають «Дамський мир» (Paix des Dames). Переможницею в цих переговорах стала Маргарита — згідно з умовами миру, Франциск I втратив низку земель і велику суму грошей, проте Іспанія і Франція були примирені.
Час правління Маргарити був періодом миру і процвітання для Нідерландів, попри те, що протестантська Реформація починала набирати обертів, особливо на півночі країни. Маргарита мала деякі проблеми з контролем над Карлом, герцогом Гелдерну. Проте, вона все-таки змусила його підписати мирний договір у Горінхемі в 1528 році, але до кінця свого правління цю проблему не вирішила. На короткий період Мехелен став столицею Нижніх земель. Того часу Маргарита Австрійська перенесла сюди свій двір, під її контролем Мехелен стає реальним політичним ядром Нідерландів.

## Смерть

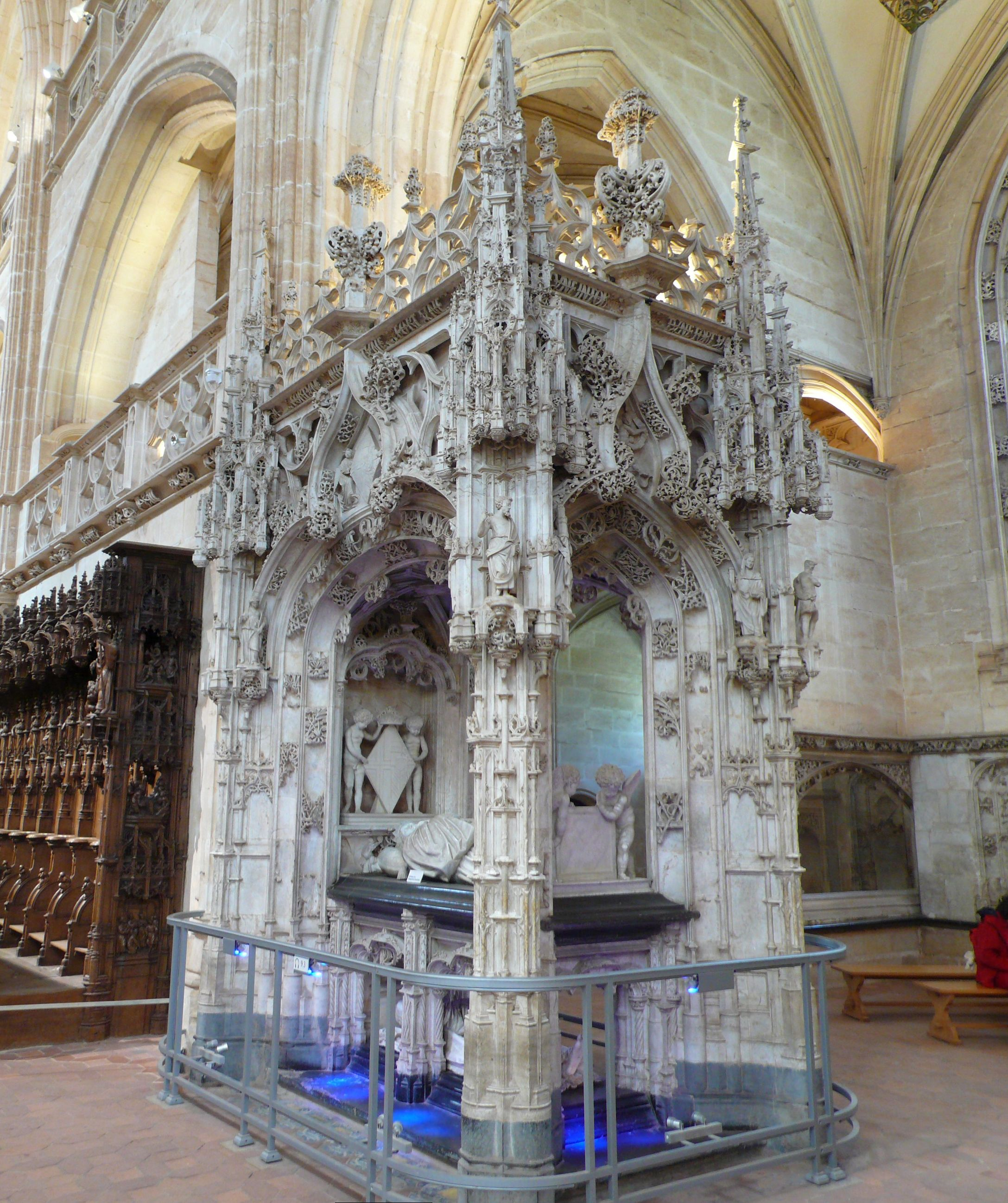
Собор Маргарити Австрійської

Маргарита Австрійська встигла побачити племінника імператором — коронація Карла відбулася тільки в 1530 році і незабаром після цього померла в Мехелені. Своїм єдиним спадкоємцем вона назвала племінника Карла V. Похована в Bourg-en-Bresse, Франш-Конте.

## Покровителька мистецтв
Правителька Нідерландів запрошувала до свого двору музикантів і живописців, скульпторів і архітекторів. Її вірші, вислови, гостроти, разом з «Discours de sa vie et de ses infortunes» видав Жан Лемер під назвою: «Couronne Margaritique» (1549); а листи до імператора Максиміліана та інших — Легле під назвою: «Maximilien I, empereur d'Allemagne et Marguerite d'Autriche» (1840) і Ван ден Берга, «Correspondance de Marguerite d'Autriche, gouvernante des Pays-Bas, avec ses amis sur les affaires des Pays-Bas».
Народжена в Брюсселі, вихована у Франції, яка певний час провела в Іспанії та Савої, Маргарита багато побачила. Вона захоплювалася музикою і навіть сама писала її, збирала твори мистецтва — від дорогоцінних каменів до гобеленів. У неї була чудова бібліотека, в яку навідувався сам Еразм Роттердамський. Бібліотека складалась в основному з історичних і етичних трактатів та збірників поезій. Маргарита не замикала свої скарби в окремих залах — навпаки, це постійно оточувало жінку, яка мала смак. Окремо слід згадати колекцію портретів, яку Маргарита збирала довгі роки. Там були портрети членів її сім'ї — іноді вона спеціально замовляла їх художникам, портрети предків по бургундській і габсбурзькій лініях, покійного чоловіка, політичних союзників і так далі. Маргарита замовляла також копії власних портретів, але не для того, щоб прикрашати ними власний замок, а для того, щоб дарувати придворним або відсилали в дипломатичних цілях до дворів інших правителів.

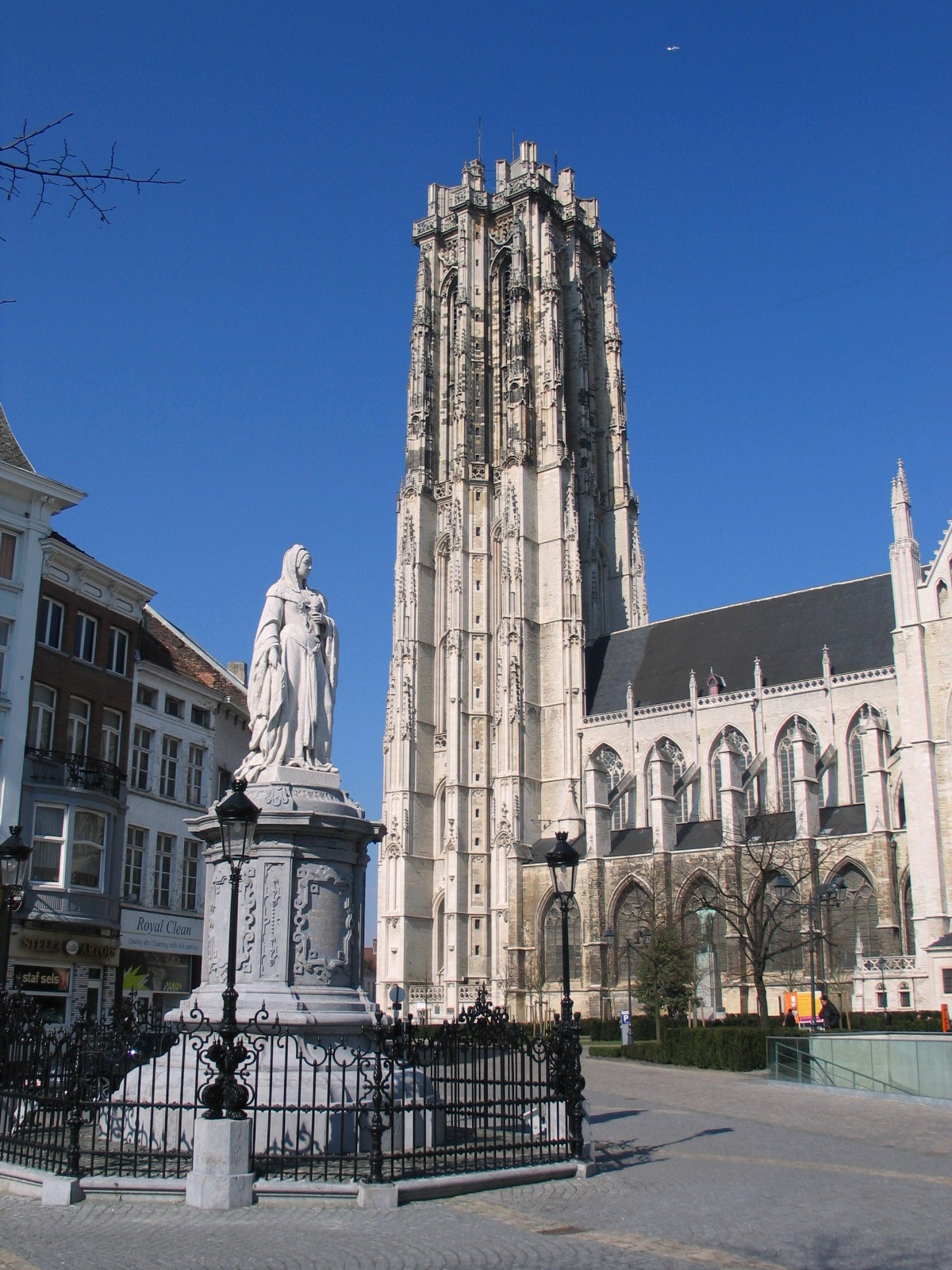
Пам'ятник Маргариті біля Собору в Мехелені

Протягом 1520—1521 років у Мехелені перебував під час своєї подорожі Нідерландами Альбрехт Дюрер. Він відвідав Маргариту в Малині (Мехелен), якій подарував вже чимало робіт. Візит приніс йому гірке розчарування, тому що Дюрер привіз Маргариті портрет імператора Максиміліана, зроблений за Аугсбурзьким малюнком, але він їй не сподобався і вона повернула його назад. Проте, Маргарита мала рацію: портрет не належить до успішних полотен художника. Це було образою для Дюрера, і в розпачі він продав портрет за штуку сукна. За інші його роботи Маргарита нічого не заплатила, проте художник знав, що у неї зберігався альбом покійного Якопо де Барбарі, який в останні роки життя був на службі у Маргарити. Дюрер вірив, що Барбарі були відомі таємниці пропорцій, які залишилися невідомими для нього. Він попросив у Маргарити цей альбом, вважаючи, що має право як відомий художник та старий знайомий Барбарі. Проте, Маргарита відмовила, тому що вона обіцяла альбом своєму придворному живописцю. Дюрер повернувся з Мехелена ображений і розчарований у своїх сподіваннях та розрахунках.